# جوزيف هيوز
كان جوزيف هيوز (9 يوليو 1730-10 نوفمبر 1779) أحد الآباء المؤسسين للولايات المتحدة، والموقعين على الرابطة القارية وإعلان الاستقلال الأمريكي، وُلِد في برينستون في نيو جيرسي عام 1730. كان والدا هيوز أعضاءً في جمعية الأصدقاء الدينية المعروفة باسم الكويكرز. ينتمي هيوز (من جانب والدته) إلى الجيل الثالث من سكان نيوجيرسي. وكان من بين أفراد الجيل الرابع من عائلة هيوز الذين يعيشون في نيو جيرسي. التحق هيوز بجامعة برنستون، ولكن لا يوجد دليل على أنه تخرج منها بالفعل. من المعروف أن هيوز تلقّى تدريبًا في مجال التجارة، وأصبح في الواقع تاجرًا ناجحًا للغاية.
تمتّع هيوز بسمعة طيبة بعد الانتهاء من التدريب المهني، الأمر الذي ساعده أن يصبح أحد أشهر الموقعين على إعلان الاستقلال لكارولينا الشمالية، إلى جانب ويليام هوبر وجون بن. انتقل هيوز إلى إيدينتون بولاية نورث كارولينا في سن الثلاثين، حيث نال إعجاب السكان بسحره وشخصيته الشريفة في العمل. انتُخِب هيوز لعضوية المجلس التشريعي لمستعمرة نورث كارولينا في عام 1763، بعد ثلاث سنوات فقط من انتقاله إليها. بدأ هيوز بالتركيز على مهنة جديدة وأكثر طموحًا كعضو في الكونغرس القاري، بعد إعادة انتخابه عدة مرات في الهيئة التشريعية.